# Александровка (Марьяновский район)
Алекса́ндровка — деревня в Марьяновском районе Омской области России, в составе Шараповского сельского поселения.
Население — 235 (2010)

## Физико-географическая характеристика
Александровка находится в лесостепи в пределах Ишимской равнины, являющейся частью Западно-Сибирской равнины. В окрестностях населённого пункта распространены лугово-чернозёмные солонцеватые и солончаковые почвы. В 3 км к северу от деревни расположено урочище Камышловский лог.
По автомобильным дорогам расстояние до областного центра города Омск составляет 38 км, до районного центра посёлка Марьяновка — 22 км.
Часовой пояс
Александровка,как и вся Омская область находится в часовой зоне МСК+3. Смещение применяемого времени относительно UTC составляет +6:00.

## История
Основана немецкими переселенцами из Причерноморья в 1907 году. На момент основания верующие преимущество меннониты и лютеране. До 1917 года поселение входило в состав Никольской волости Омского уезда Акмолинской области.

## Население
| 1920 | 1926 | 1970 | 1979 | 1989 | 2010 |
| ---- | ---- | ---- | ---- | ---- | ---- |
| 50   | ↗141 | ↗203 | ↘198 | ↗236 | ↘235 |

В 1989 году немцы составляли 65 % населения деревни.